# 즐거운 문화읽기
즐거운 문화읽기 는 2003년 5월 1일 ~ 2005년 10월 20일까지 MBC TV에서 방송되었던 시사 교양의 문화 전문 프로그램이었다.

## 진행자
- 박성봉
- 김지은 아나운서